# Aneflomorpha modica
Aneflomorpha modica är en skalbaggsart som beskrevs av Chemsak och Noguera 2005. Aneflomorpha modica ingår i släktet Aneflomorpha och familjen långhorningar. Inga underarter finns listade i Catalogue of Life.